# Гурбанова, Наргиз Акиф гызы
Наргиз Акиф гызы Гурбанова (азерб. Nərgiz Akif qızı Qurbanova; род. 1975) — азербайджанский дипломат. Посол Азербайджана в Польше.

## Биография
Родилась в 1975 году. В 1994 году окончила в Бакинский государственный университет, факультет международных отношений. В 1997 году получила степень магистра (БГУ, международные отношения).
В 1999 году окончила магистратуру Западно-Каспийского университета, факультет международного управления.
Получала образование в университете Ниццы по специальности «международное право», международной школе Йёнчёпинг (Швеция) по специальности «Международный бизнес». 
В 2014 году получила степень доктора философии в Венском университете (Австрия).
С 2001 по 2010 год работала в Управлении экономического сотрудничества и развития МИД Азербайджана.  
В 2004 — 2007 годах работала в посольстве Азербайджана в Австрии, в 2010 — 2013 годах — в посольстве Азербайджана в США.
Чрезвычайный и полномочный посол Азербайджана в Болгарии (2016—2021). 
Чрезвычайный и полномочный посол Азербайджана в Польше (с 8 января 2021).
Владеет русским, английским и французским языками.

## Награды
- Медаль «90-летие дипломатической службы Азербайджанской Республики (1919-2009)» (2009)
- Орден «Мадарский всадник» I степени (2021, Болгария)[6]